# Awara (geslacht)
Awara is een geslacht van vliesvleugeligen uit de familie Eulophidae. De wetenschappelijke naam van dit geslacht is voor het eerst geldig gepubliceerd in 1988 door Boucek.

## Soorten
Het geslacht Awara is monotypisch en omvat slechts de volgende soort:
- Awara oculata Boucek, 1988